# Scrophularia racemosa
Scrophularia racemosa — вид рослин з родини Ранникові (Scrophulariaceae), ендемік Мадейри. Етимологія: лат. racemus — «китиця», osus — прикметниковий суфікс, який означає повноту або помітний розвиток.

## Опис
30(70) см багаторічна рослина з гладким, злегка блискучим листям і вільно розгалуженими китицями з маленькими, темно-бордовими квітами. 

## Поширення
Ендемік Мадейри (о. Мадейра).
Вродженець відкритих місць у вологих ґрунтах поряд з водними потоками в південно-центральній Мадейрі.